# トロワリヴィエール・エーグルス
トロワ・リヴィエール・エーグルス（Trois-Rivières Aigles）は、北アメリカのプロ野球独立リーグ、フロンティア・リーグ (東地区) に所属する野球チーム。本拠地はカナダ・ケベック州トロワリヴィエール。スタッド・キロラマ（Stade Quillorama）をホーム球場として使用している。前身はシンシナティ・レッズのマイナー傘下チームとしてマイナーリーグAAで活動。現在はシンシナティ・レッズとのパートナーシップを結んでいる。

## 歴史
2012年10月3日、カナディアン・アメリカン・リーグに参加。オーナーには2003年のサイ・ヤング賞投手、エリック・ガニエや当時NHLのタンパベイ・ライトニングに所属していたマルカンドレ・ベルシェロンらが就任。監督にはカナディアン・アメリカン・リーグで選手や打撃コーチとして実績のあるピート・ラフォレストが就任した。選手はアトランティックリーグのランカスター・バーンストーマーズから2008年北京オリンピック野球カナダ代表のエマーソン・フロースタッド、四国アイランドリーグplusの高知ファイティングドッグスからチャーリー・ウェザービーとブレット・フラワーズを獲得した。また、2016年7月には同じく高知からザック・コルビーをレンタル移籍させている。
2019年10月にカナディアン・アメリカン・リーグがフロンティア・リーグに吸収合併されたため、2020年からはフロンティア・リーグの所属球団となったが、2020年は新型コロナウイルスの感染拡大に伴いリーグ戦が中止となった。
2021年はアメリカ・カナダ間の移動に制限があるため、同じカナダに本拠地を置くケベック・キャピタルズ及びオタワ・タイタンズと契約したカナダ人選手によるエキップ・ケベック（Équipe Québec）という連合チームを結成し、7月までは全ての試合をアメリカ国内（全試合がビジターゲーム）で行った。8月になり制限が緩和されたため、チームはカナダ国内でホームゲームを行った。

## 所属選手

### 過去の所属選手
- チャーリー・ウェザービー （2013、元：高知ファイティングドッグス）
- ルイス・ピターソン （2013、第3回WBC予選コロンビア代表）
- ピート・ラフォレスト（2013、元：タンパベイ・デビルレイズ。2004年アテネ五輪、第1回WBCカナダ代表）
- エリック・ガニエ（2013、元：ロサンゼルス・ドジャース、2003年サイ・ヤング賞。第4回WBCカナダ代表）
- フレデリク・アンヴィ（2015、元：群馬ダイヤモンドペガサス、高知ファイティングドッグス。第3回予選、第4回WBC予選フランス代表)
- ヘスス・メルチャン（2016、元：群馬ダイヤモンドペガサス。第3回WBCスペイン代表）
- アンドリュー・チン（英語版）（2017、第4回WBC中国代表）
- 内藤航世（2024、チーム初の日本人選手）